# 555 a.C.

## Eventos
- Ciro, o Grande torna-se rei dos medos e persas, após três anos de combates conquistar Ecbátana e destronado Astíages.

## Nascimentos
- Hidarnes I da Pérsia, m. 522 a.C.